# Zoveyr-e Kharāmzeh
Zoveyr-e Kharāmzeh (persiska: زویر خرامزه) är en ort i Iran.   Den ligger i provinsen Khuzestan, i den centrala delen av landet, 500 km söder om huvudstaden Teheran. Zoveyr-e Kharāmzeh ligger 23 meter över havet och antalet invånare är 134.
Terrängen runt Zoveyr-e Kharāmzeh är platt. Runt Zoveyr-e Kharāmzeh är det ganska tätbefolkat, med 144 invånare per kvadratkilometer. Närmaste större samhälle är Veys, 10,8 km sydväst om Zoveyr-e Kharāmzeh. Omgivningarna runt Zoveyr-e Kharāmzeh är i huvudsak ett öppet busklandskap.